# God of Love
God of Love ist ein US-amerikanischer Kurzfilm von Luke Matheny aus dem Jahr 2010.

## Handlung
Raymond, genannt Ray, ist ein sehr guter Dartspieler und Sänger einer Jazz-Band. Seit langem liebt er die Schlagzeugerin der Band Kelly, die sich jedoch nicht für ihn interessiert. Stattdessen verliebt sie sich in Bassspieler Fozzie, Rays besten Freund. Dies ist ein Umstand, den Ray im Gebet zu Gott als besonders niederschmetternd beklagt. Er betet, dass es irgendeinen Weg gäbe, ihn für Kelly interessanter zu machen. Nach seinem Auftritt, bei dem er ein Lied über die Einsamkeit in seinem Leben singt und dabei nebenbei Dartpfeile zielgenau in die Mitte der Zielscheiben wirft, geht er an die Bar. Dort erhält er vom Barmann ein kleines Päckchen, das von einer Olympus Foundation stammt. Im Päckchen liegen Dartpfeile der Marke Love Dart 3000. Ein beigelegtes Schreiben informiert Ray, dass es Liebesdarts sind, die das getroffene Ziel für sechs Stunden unsterblich in denjenigen verliebt machen, den der Getroffene gerade angesehen hat. Ray glaubt an einen Scherz und testet den Liebespfeil. Bandmitglied Frank wird so plötzlich von der ihm unbekannten Angela umgarnt. Tatsächlich hat Ray mit dem Schuss „ins Schwarze getroffen“. Frank und Angela bleiben ein Paar, auch nachdem die sechs Stunden vorbei sind. Ihr Treffen erklären sie als Schicksal.
Ray bereitet nun alles für die romantischsten sechs Stunden mit Kelly vor. Unterstützt wird er von Fozzie, der Kellys Annäherungsversuche bisher immer abgewehrt hat. Kelly wird von Ray mit dem Liebesdart beschossen und verliebt sich in ihn. Beide gehen nach einem Spaziergang Schlittschuhlaufen und essen in Rays aufwändig als Unterwasserhöhle umdekoriertem Heim. Anschließend sehen sie sich in der Oper Schwanensee an und Ray versucht sogar, mit Kelly mitzuweinen. Kurz vor Ablauf der sechs Stunden küssen sie sich. Als der Zauber vorüber ist, hat sich Kelly dennoch nicht in ihn verliebt, sondern himmelt weiter Fozzie an. Ray versucht die neue Liebe über wahllos verschossene Pfeile zu finden und hat bald eine ganze Frauenschar um sich – und mit Trevor auch einen versehentlich angeschossenen Mann. Am Ende bleibt es wieder beim unfreiwilligen Trio Ray, Kelly und Fozzie. Als Kelly nach einem Auftritt mal wieder vergeblich versucht hat, Fozzie in ihren Buchclub einzuladen, entscheidet sich Ray: Er schießt einen Liebesdart auf Fozzie, als dieser Kelly anblickt.
Zu Hause findet Ray kurz darauf ein neues Päckchen der Olympus Foundation. Er habe sich bewährt, heißt es im beigelegten Brief. Im Päckchen findet Ray einen Bogen und zahlreiche Pfeile – er ist nun der Gott der Liebe. In seiner Bar schafft er nun zahlreiche Paare. An seiner Stelle wird Angela die Sängerin der Band. Ray wiederum ist mit Pfeil und Bogen per Motorroller unterwegs zu neuen Städten.

## Produktion
God of Love entstand als Abschlussarbeit von Luke Matheny an der Tisch School of the Arts, die er ab 2004 als Aufbaustudent besuchte. Matheny war Regisseur, Drehbuchautor und Hauptdarsteller des Films und sang selbst. Die Dreharbeiten dauerten zehn Tage.
Festivalpremiere von God of Love war am 10. April 2010 auf dem Aspen Shortsfest in Colorado.

## Auszeichnungen
God of Love gewann 2010 den Student Academy Award als bester Spielfilm und erhielt 2011 den Oscar in der Kategorie „Bester Kurzfilm“.